# Édith Faucon
 (février 2012).
Pour les articles homonymes, voir Faucon (homonymie).
Édith Faucon, née le 24 mai 1919 à Carentan morte le 13 avril 2019 à Saint-Vaast-la-Hougue, est une peintre française de la Manche.

## Biographie
Elle doit sa formation artistique d'abord à Jules Adler, et ensuite à Émile Dorrée, son maître, avec qui elle travaille dans l'atelier de l'abbaye du Vœu à Cherbourg dès 1938.
À la mort d'Émile Dorrée en 1959, elle continue dans l'atelier de la Licorne à Cherbourg jusqu'à 1986. C'est à partir de cette date qu'elle commence à enseigner à l'École des Beaux Arts.
Sociétaire du Salon des indépendants et du Salon des artistes français où elle expose tous les ans, elle se voit décerner de nombreux prix et récompenses parmi lesquels :
- Prix Théodore Ralli en 1942,
- Mention Honorable au Salon des Artistes en 1943,
- Prix Valérie-Havard en 1943,
- Médaille d'argent en 1946,
- Médaille d'or, Hors Concours au Salon de 1947,
- Prix Jehan Peccard en 1948,
- Prix Pillini en 1950,
- Prix Désiré Lucas en 1955,
- Prix Charles Duvent en 1957,
- Prix Lukinovic en 1960,
- Prix Jeanne-Marceron-Maille en 1963,
- Prix Rosa Bonheur en 1966,
- Prix Achille Fould en 1967.

Artiste renommée, elle a beaucoup travaillé et écoulé sa production dans des galeries parisiennes, en France, à Londres, New York, Rio de Janeiro, Tokyo...
Certaines de ses œuvres sont visibles dans les musées de Cherbourg, Équeurdreville et Luxeuil. 
Paysagiste sensible, elle a toujours excellé dans les natures mortes et les tableaux de fleurs mais aussi dans le rendu des porcelaines, faïences anciennes et patine des choses du passé[réf. souhaitée].
Elle est inhumée le 18 avril 2019 en l'église de Saint-Vaast-la-Hougue.